# تغییر چهره کامیون غذای سیار
تغییر چهره کامیون غذای سیار (انگلیسی: Food Truck Face Off) یک مسابقه تلویزیونی می‌باشد که از شبکه فود نت‌ورک پخش می‌شود. مجری این برنامه جسی پالمر می‌باشد. روال مسابقه بدین صورت می‌باشد چهار تیم دو نفره غذاهایی را آماده می‌کنند و دو تیم از نظر داوران به مرحله نهایی صعود می‌کنند. در مرحله نهایی دو روز به دو تیم دو کامیون غذای سیار داده می‌شود و هر تیمی که در طی این دو روز بیشترین میزان فروش را داشته باشد برای یک سال آن کامیون را در اختیار خواهد داشت. 